# Gyulatő
Gyulatő (Julița) település Romániában, a Partiumban, Arad megyében.

## Fekvése
A Szlatina és a Maros találkozása közelében, a Maros Bulccsal szemközti oldalán, Kisbaja, Alsóköves és Tótvárad közt fekvő település.

## Története
1910-ben 1148 lakosából 1117 román, 31 magyar,  volt. Ebből 964 görögkeleti ortodox, 158 görögkatolikus, 12 református volt.
A trianoni békeszerződés előtt Arad vármegye Máriaradnai járásához tartozott.

## Nevezetességek
- 1787-ben épült ortodox fatemploma a romániai műemlékek listáján az AR-II-m-A-00615 sorszámon szerepel.[2]